# Iki (ostrov)
Ostrov Iki (japonsky 壱岐島, Iki-no-šima) nebo souostroví Iki (壱岐諸島, Iki-šotó) je souostroví v Cušimském průlivu v Japonsku, které je spravováno jako město Iki v prefektuře Nagasaki. Souostroví má celkovou rozlohu 138,46 km2. V roce 2013 dosáhl počet zdejších obyvatel  čísla 28 008. Pouze 4 z celkem 23 ostrovů jsou trvale obydlené. Spolu se sousedními ostrovy Cušima se souostroví Iki nachází v Národním parku Iki─Cušima.
Souostroví Iki je sopečného původu. Jedná se o obnažený a erodovaný čedičový vrchol mohutného čtvrtohorního stratovulkánu, který byl naposledy aktivní před 600 000 lety.
Ostrovy Iki leží asi 20 km na severo-severovýchod od nejbližšího bodu ostrova Kjúšú a jihovýchodně od souostroví Cušima. Hlavní ostrov Iki, jehož rozloha činí 133,92 km2, má mírně oválný tvar a měří přibližně 17 kilometrů v severojižním směru a 14 kilometrů ve východozápadním směru. Nejvyšším bodem ostrova je vrch Takenocudži (岳ノ辻) s vrcholem ve výšce 219,9 m n. m.

## Historie
Souostroví Iki bylo osídleno již v době Japonského paleolitu a archeologové zde nalezli četné artefakty z období Džómon, Jajoi a Kofun, jež svědčí o nepřetržitém lidském osídlení a činnosti.
Podle nejstarší japonské kroniky Kodžiki je ostrov Iki jedním z ostrovů, které vytvořil stvořitelský pár Izanagi a Izanami.

### Ikikoku

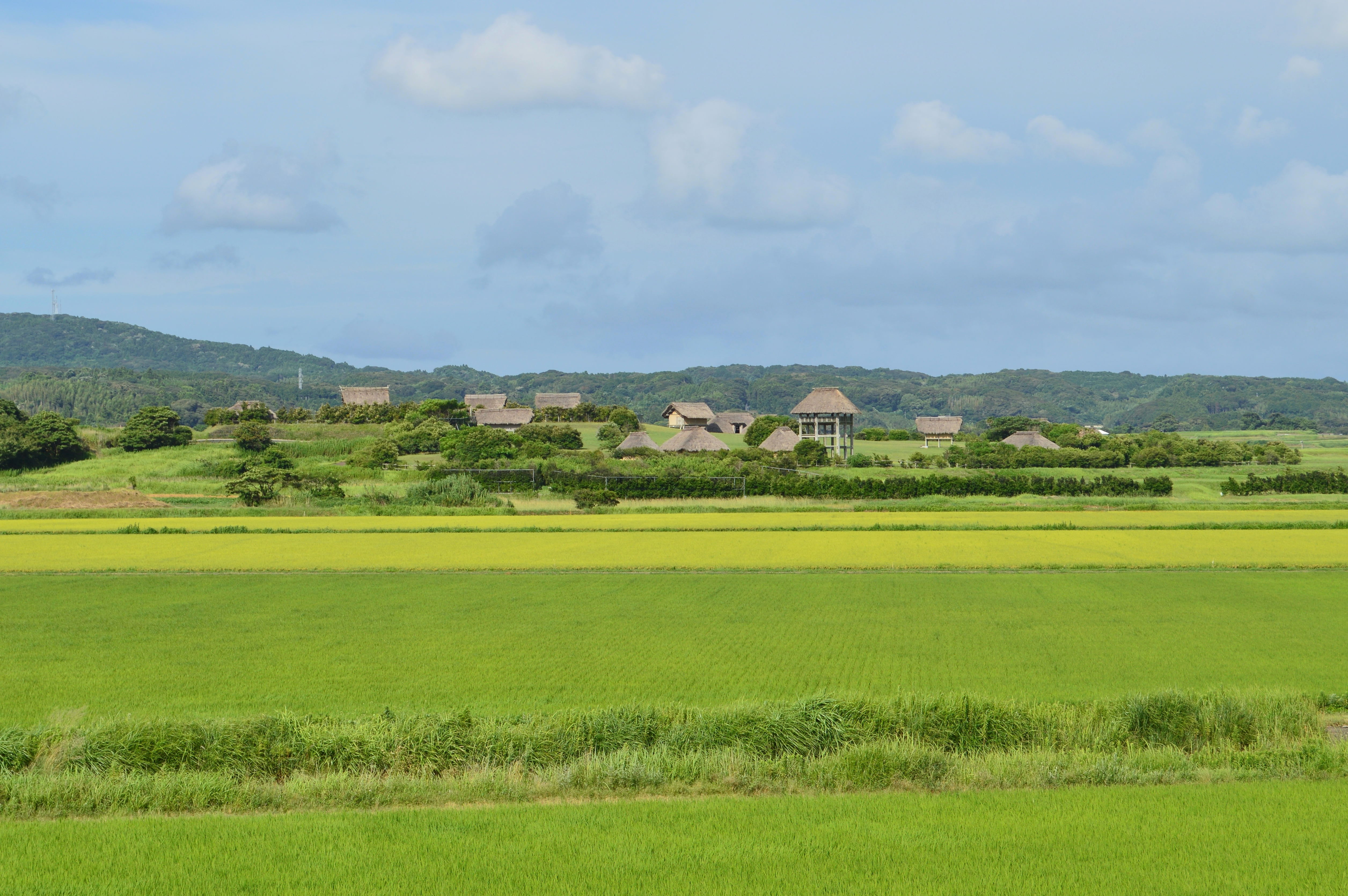
Harunocudži

Ve 30. svazku čínského historického textu Zápisky o Třech říších (三國志, San-kuo jen-i) ze 3. století, jenž pojednává o Období tří říší, je zmínka o zemi zvané Iki (一支国, Iki-koku), která se nachází na souostroví ležícím na východ od Korejského poloostrova. Podle archeologů by se mohlo jednat o osídlení Harunocudži z období Jajoi nacházející se na ostrově, které je jedním z největších, jež byly v Japonsku objeveny. Artefakty, které zde byly nalezeny, ukazují na blízké kontakty jak s japonskými ostrovy, tak s asijskou pevninou

### Provincie Iki
V rámci reforem z druhé poloviny 7. století založených na čínském filozofickém směru zvaném legismus byly ostrovy uspořádány a řízeny jako provincie. Dokladem jsou i dřevěné značky s nápisem Iki-no-kuni nalezené v císařském hlavním městě Naře.
V roce 1019 v napadli ostrovy Iki v rámci takzvané invaze Toi džürčenští piráti. Souostroví poté ovládl klan Macura, za jehož vlády došlo k rozvoji obchodu a obchodních styků mezi korejským královstvím Korjo, Cušimou, Iki a Kjúšú. Ostrovy však opět zpustošily mongolské invaze do Japonska v letech 1274 a 1281, během nichž Mongolové povraždili množství ostrovanů. Během období Muromači se ostrovy staly hlavní základnou japonských pirátů Wo-kchou, kteří drancovali osady na čínském a korejském pobřeží. Po založení tokugawského šógunátu se ostrovy dostaly pod správu knížectví Hirado. 

### Moderní doba
Po reformách císaře císaře Meidžiho se ostrovy staly od roku 1871 součástí takzvané prefektury Hirado, která posléze přešla pod prefekturu Nagasaki.
V období 2. světové války došlo na ostrovech k výstavbě četných pobřežních pevnůstek s dělostřeleckými bateriemi, které však nezažily žádné boje. Pozůstatky takového opevnění lze dodnes vidět na ostrůvku Wakamijadžima nacházejícího se severně od hlavního ostrova Iki. 
V 60. a 70. letech 20. století byli zdejší obyvatelé nechvalně proslulí nadměrným rybolovem, ale ostrované vinili z klesajících úlovků místní druhy dravých ryb, zejména delfínů. Místní úřady proto zakázaly s ohledem na ohroženého kranase korejského (Seriola quinqueradiata) jeho komerční rybolov po roce 1982. Od roku 2018 místní rybáři protestují proti nadměrnému rybolovu prováděnému kolem souostroví velkými loděmi z pevninského Japonska.